# Как ослик грустью заболел
«Как ослик грустью заболел» — мультипликационный рисованный фильм, сделанный на студии «Союзмультфильм» в 1987 году режиссёром Юрием Прытковым по сценарию Генриха Сапгира.

## Сюжет
У одной семьи жил ослик по имени Плюш, который всегда любил трудиться: девочку в школу отвозил, цветы поливал, горшки носил. Но однажды его место занимает грузовичок «Фыр-фыр», который также любит трудиться, но по-своему. Плюш, чувствуя, что он никому ни нужен, сразу «заболевает» грустью. Это замечает и отец девочки, и вместе они усаживают ослика в кресло, накрывая пледом. Грузовичок пытается развеселить ослика с помощью лезгинки, однако ослика это не рассмешило. Тогда «Фыр-фыр» предлагает Плюшу завестись, однако у него ничего не получается. После семья отправляется на грузовичке в город. Однако проходит много времени, и Плюш замечает, что семьи до сих пор нет. Тогда, полагаясь на сердце, ослик идёт навстречу, и узнаёт, что они застряли. Помогая им, вместе с «Фыр-Фыром», они доезжают до дома. На следующий день грузовик хвалит ослика: «Маленький, а тянет!». Сам ослик снова начал работать, и с тех пор снова стало ему снова весело и хорошо.

## Съёмочная группа
| Автор сценария             | Генрих Сапгир |
| Кинорежиссёр               | Юрий Прытков |
| Художники-постановщики     | Елизавета Жарова, Аркадий Шер                                                                                                |
| Композитор                 | Ш. Бяшаров |
| Кинооператор               | Кабул Расулов |
| Звукооператор              | Борис Фильчиков |
| Художники-мультипликаторы: | Ольга Орлова, Мария Восканьянц, Наталия Богомолова, Марина Рогова, Татьяна Померанцева, Иосиф Куроян                         |
| Роли озвучивали:           | Татьяна Рязанова — Ослик Армен Джигарханян — Отец Девочки Светлана Степченко — Девочка Евгений Леонов — грузовичок «Фыр-Фыр» |
| Художники:                 | Сергей Маракасов, Анна Атаманова                                                                                             |
| Ассистент режиссёра        | Ольга Каниовская |
| Монтажёр                   | Галина Смирнова |
| Редактор                   | Татьяна Папорова |
| Директор съёмочной группы  | Любовь Бутырина |

- Создатели приведены по титрам
- Голос Леонова в мультфильме ускорен так, как и голос Винни-Пуха с помощью быстрой перемоткой плёнки.